# Тнувот
Тнувот (ивр. תנובות‎, дословно — урожай) — мошав в Центральном округе Израиля, входит в региональный совет Лев-ха-Шарон. Посёлок управляется местным комитетом
Расположен между городами Нетания и Тулькарм.

## История
Мошав Тнувот был основан в 1952 году выходцами из Йемена. Название символизирует возделывание земли и получения её плодов. Название взято из стиха Торы: 
"Возвёл он его на высоты земли, и ел он урожай полей; и питал он его мёдом из скалы и маслом из каменистого утёса" (Второзаконие 32, 13).

## Население
По данным Центрального статистического бюро Израиля, население на начало 2020 года составляло 830 человек.

## География
Мошав расположен на высоте примерно 40 метров в густонаселенной и интенсивно используемой в сельском хозяйстве прибрежной равнине, равнине Шарон, недалеко от края холмистой местности вдоль «зеленой линии».
К востоку от посёлка протекает Нахаль Александр.
Деревня расположена в 11 км от берега Средиземного моря , примерно в 31 км к северо-востоку от центра Тель-Авива , примерно в 56 км к юго-востоку от центра Хайфы и в 11 км к востоку от города Нетания . Тнувот населен евреями, но население этого региона этнически смешанное. К западу и северу на прибрежной равнине поселения чисто еврейские. Однако к юго-востоку от мошава лежит полоса городов и деревень, населенных израильскими арабами, это так называемый Треугольник (ближайший — город Калансуа, расположен в 3-х километрах от мошава).
Зелёная линия также проходит в 5 километрах от села, а за ней расположен арабский город Тулькарм.
Западнее Тнувот расположен посёлок городского типа Кфар-Йона, а юго-западнее ещё два посёлка городского типа (местный совет) Кадима-Цоран и Тель-Монд.
К северу от перекрёстка Тнувот находится мошав Бургата, относящийся к региональному совету Эмек-Хефер.
Тнувот связан с транспортной сетью автомобильной дорогой №57.

## Экономика
Основу экономики мошава Тнувот составляет сельское хозяйство. На территории мошава действуют птицеферма, где разводят куриц и индюков, плантации цитрусовых плодовых культур, цветоводческое хозяйство.

## Спорт
В 2018 году в Тнувот была открыта ледовая OneIce арена. На арене проходят соревнования по хоккею с шайбой и фигурному катанию, а в 2023 году здесь прошёл 
чемпионат мира среди женщин (Третий дивизион, группа В).

## Фотографии
| - Ледовая арена OneIce - Аэродром возле Тнувот - Вид посёлка с Тель Шевах |